# Prosadenoporus buergeri
Prosadenoporus buergeri är en djurart som tillhör fylumet slemmaskar, och som beskrevs av Punnett 1903. Prosadenoporus buergeri ingår i släktet Prosadenoporus och familjen Prosorhochmidae. Inga underarter finns listade i Catalogue of Life.